# Водне поло на літніх Олімпійських іграх 1904
Змагання з водного поло на літніх Олімпійських іграх 1904 в Сент-Луїсі відбулися 5 і 6 вересня. 3 чоловічі збірні розіграли 1 комплект нагород. Німецька команда намагалася потрапити на Ігри, але їй не дозволили взяти участь, бо гравці не належали до одного й того самого клубу.
Змагання відбулися в ставку в Форест-Парку, де одночасно відбувалася Всесвітня виставка. Худоба також використовувала цей ставок, і невдовзі після завершення змагань четверо олімпійців померли від тифу.
Раніше МОК і ФІНА вважали водне поло на Олімпійських іграх 1904 показовими змаганнями. Однак, у липні 2021 року, взявши до уваги рекомендації олімпійського історика Білла Маллона, МОК відніс водне поло і кілька інших видів до офіцної програми Олімпійських ігор 1904.

## Медалісти
| Золото | Срібло | Бронза |
| США (USA) Нью-Йоркський спортивний клуб Девід Браттон Джордж ван Кліф Лео Ґудвін Луїс Гендлі Девід Гессер Джо Радді Джеймс Стін | США (USA) Чиказька спортивна асоціація Рекс Біч Джером Стівер Едвін Свотек Чарлз Гілі Френк Кегоу Девід Геммонд Білл Таттл | США (USA) Спортивний клуб Міссурі Джон Меєрс Манфред Теппен Ґвінн Еванс Амеді Рейберн Френк Шрайнер Оґастус Ґеслінґ Білл Ортвейн |